# Liste der Monuments historiques in Frambouhans
Die Liste der Monuments historiques in Frambouhans führt die Monuments historiques in der französischen Gemeinde Frambouhans auf.

## Liste der Objekte
| Bezeichnung                 | Beschreibung          | Standort                          | Kennzeichnung | Schutzstatus | Datum | Bild |
| --------------------------- | --------------------- | --------------------------------- | ------------- | ------------ | ----- | ---- |
| Pietà                       | Holz, 16. Jahrhundert | in der Kirche St-Sébastien (Lage) | PM25000730    | Classé       | 1962  |      |
| Skulptur Heiliger Sebastian | Holz, 16. Jahrhundert | in der Kirche St-Sébastien (Lage) | PM25000731    | Classé       | 1962  |      |
| Glocke                      | Bronze, 1698 gegossen | in der Kirche St-Sébastien (Lage) | PM25000729    | Classé       | 1943  |      |